# 2018 en sport automobile
Chronologie du Sport automobile
2017 en sport automobile - 2018 en sport automobile - 2019 en sport automobile